# Dundas (Minnesota)
Dundas è un comune degli Stati Uniti d'America, situato nello Stato del Minnesota, nella contea di Rice.

## Storia
Nel 1857, i fratelli Archibald, John Sidney (1815–1875) e Edward Tracy (1827–1913), insieme al cugino George Archibald arrivarono dal Canada in cerca di un luogo adatto per impiantare una nuova industria per la macinatura dei cereali. Qui, sul fiume Cannon trovarono la forza dell'acqua, la terra fertile e la vicinanza ai mercati di cui avevano bisogno. Comprarono il terreno e crearono il loro villaggio, chiamandolo come la loro regione di origine, la contea di Dundas in Ontario, che a sua volta prendeva nome dal politico scozzese Henry Dundas, I visconte Melville.
Gli Archibald costruirono dei mulini su entrambe le sponde del fiume. I resti del mulino Archibald del 1870 si possono vedere ancora oggi sulla riva occidentale del fiume Cannon. L'industria della molitura contribuì grandemente al successo di Dundas nel XIX secolo.

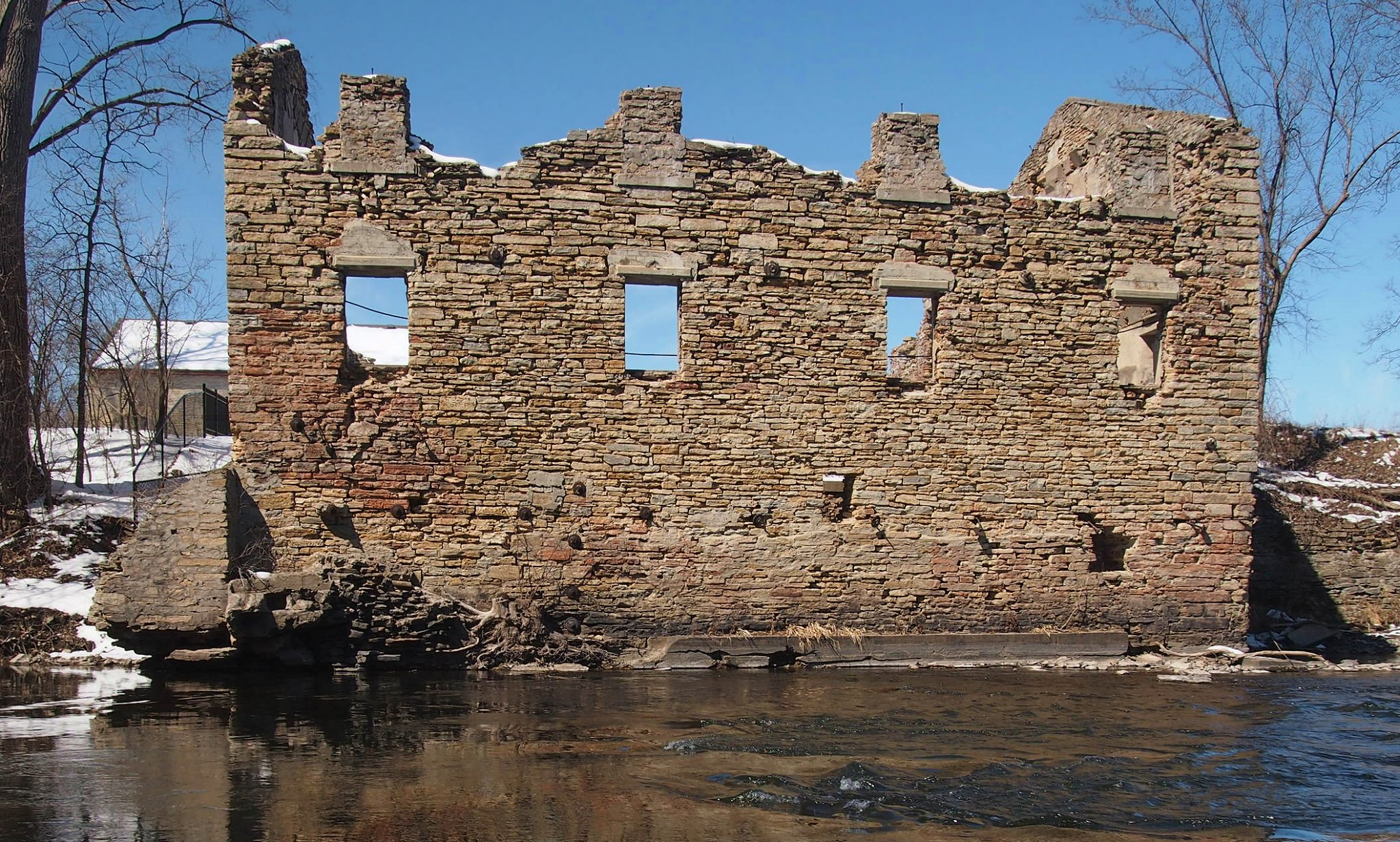
Il mulino Archibald sul fiume Cannon

Nel ventunesimo secolo Dundas è principalmente una città dormitorio per la vicina Northfield e per l'area metropolitana di Minneapolis-Saint Paul.